# Anne-Catherine Théberge
Anne-Catherine Théberge (31 luglio 2004) è una sciatrice alpina canadese.

## Biografia
Sciatrice polivalente attiva dal novembre del 2021, in Nor-Am Cup la Théberge ha esordito l'8 febbraio 2022 a Georgian Peaks in slalom gigante (27ª) e ha conquistato il primo podio il 9 dicembre 2023 a Copper Mountain in supergigante (3ª); non ha debuttato in Coppa del Mondo né preso parte a rassegne olimpiche o iridate.

## Palmarès

### Nor-Am Cup
- Miglior piazzamento in classifica generale: 16ª nel 2024
- 2 podi:
  - 1 secondo posto
  - 1 terzo posto